# Hurst (Berkshire)
Hurst es una localidad situada en el municipio de Wokingham, en Inglaterra (Reino Unido). Según el censo de 2021, tiene una población de 1000 habitantes.